# St. Martin (Friesheim)

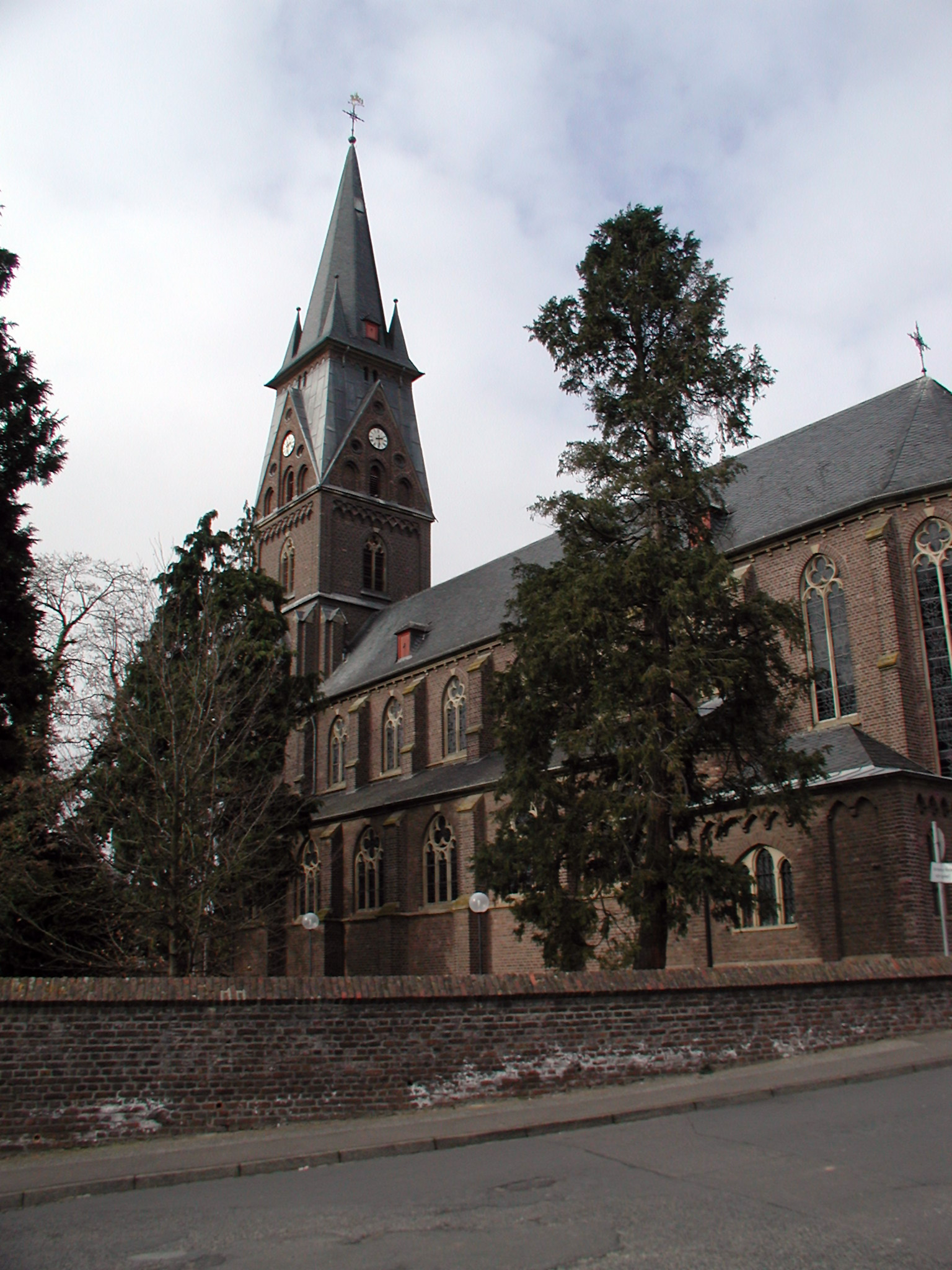
Pfarrkirche St. Martin

Die katholische Pfarrkirche St. Martin ist ein denkmalgeschütztes Kirchengebäude in Friesheim, einem Stadtteil von Erftstadt im Rhein-Erft-Kreis (Nordrhein-Westfalen).
Die Kirche steht auf einem ummauerten aufgelassenen Friedhof, auf dem noch einige Grabsteine erhalten sind. Sie wurde nach Abbruch des gotischen Vorgängerbaus als dreischiffige, neugotische Backsteinbasilika mit vorgesetztem Westturm von 1877 bis 1878 nach einem Entwurf des Kölner Architekten August Carl Lange errichtet.

## Baugeschichte

Vorgängerkirche St. Martin Friesheim. Tusche/Aquarell von Catharina Stryck, 1875

Hochaltar 1723 in der Vorgängerkirche St. Martin Friesheim.

Der schon 1308 im Liber valoris genannte Vorgängerbau der Friesheimer Kirche war im Laufe der Jahrhunderte für die gewachsene Pfarrgemeinde zu klein geworden. Als sie um die Mitte des 19. Jahrhunderts auch noch einzustürzen drohte, entschloss sich die Gemeinde zu einem Neubau. Rund 700.000 Feldbrandziegel wurden durch Hand- und Spanndienste der Gemeindemitglieder zur Baustelle befördert. Die Bauleitung hatte Architekt Lange. 1877 wurde der Grundstein zur neuen Kirche gelegt, die Ende des Jahres 1878 für den Gottesdienst genutzt werden konnte. In den folgenden Jahren erhielt die Kirche eine neugotische Inneneinrichtung.

## Baubeschreibung

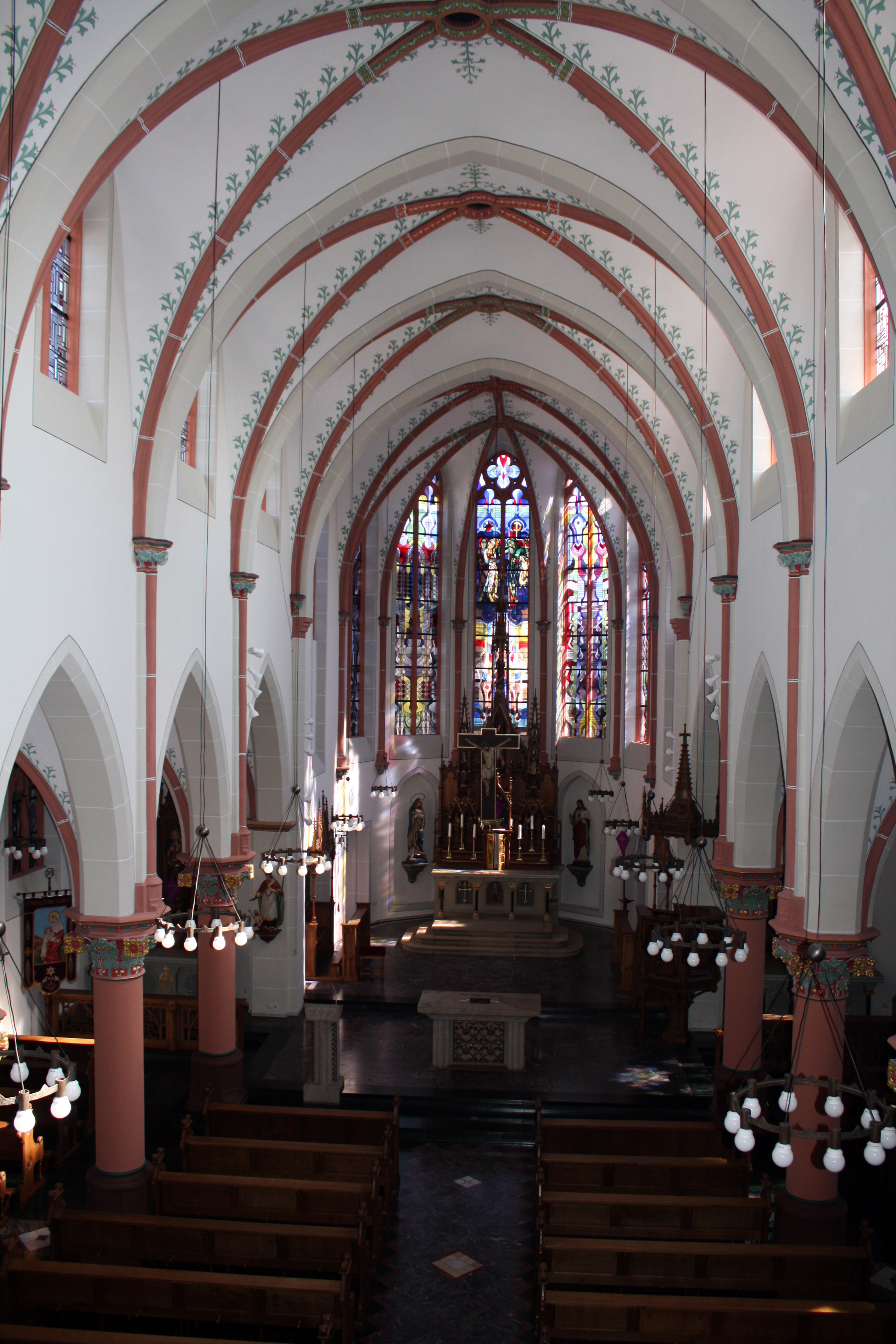
Mittelschiff und Chor

Der in Ziegelmauerwerk errichtete Bau ist vertikal durch zweifach abgesetzte Strebepfeiler gegliedert, horizontal durch ein Sockel- und ein Kaffgesims. An der Westseite der Kirche erhebt sich der etwa 51 Meter hohe fünfgeschossige Turm, von denen die drei unteren Geschosse mit Strebepfeilern verstärkt sind. In der Westseite des Turmes liegt der Haupteingang. Das Portal wird von je zwei Rundsäulen flankiert. Oberhalb des Portals ist in einem Spitzbogen ein dreibahniges Fenster mit Dreipässen eingesetzt, das den Bogen über der Tür füllt. Das über dem Portal hervortretende Giebeldreieck ragt in das darüberliegende große vierbahnige Fenster hinein. In der Spitze des Giebeldreiecks steht in einer Nische eine Figur des heiligen Donatus.
Im Innern sind Mittelschiff und Seitenschiffe in jeweils sechs Joche  aufgeteilt. Auf jeder Seite trennen fünf auf quadratischem Sockel ruhende Säulen mit Blattkapitellen das Mittelschiff von den Seitenschiffen. Die Kreuzrippengewölbe werden im Mittelschiff mit einem Schlussring geschlossen. Die Gewölberippen mit den Gurtbögen der jeweiligen Joche enden in einer Wandkonsole. Diese mündet auf einer Halbsäule, die vom Kapitell der Säulen ausgeht.
Ein Triumphbogen bildet den Übergang vom Mittelschiff in den Chorraum. Die Mensa des Hochaltars aus grauem Naturstein ruht auf schwarzen Marmorsäulen. Der Altaraufbau ist aus Eichenholz geschnitzt. Er mündet in drei Holztürmen, deren mittlerer bis in das mittlere Chorfenster hineinreicht. Die beiden Flügeltüren des Tabernakels sind mit einer Goldauflage überzogen. Hinter diesen Türen befindet sich die in Silber getriebene mit Edelsteinen besetzte Tresortür, eine Arbeit des Metallbildhauers Jakob Riffeler. In den Seitennischen des Altaraufbaus stehen Heiligenfiguren, im mittleren Holzturm Skulpturen des heiligen Martin, des Kirchenpatrons, und der heiligen Katharina. Die Seitenwände des Chorraums sind mit einem Chorgestühl ausgestattet. Am rechten Pfeiler des Triumphbogens ruht die fünfeckig geformte Kanzel aus Eichenholz auf einer fast einen Meter hohen Säule. Auf vier von fünf Feldern, von denen das fünfte als Eingang dient, sind die Evangelisten sitzend dargestellt.

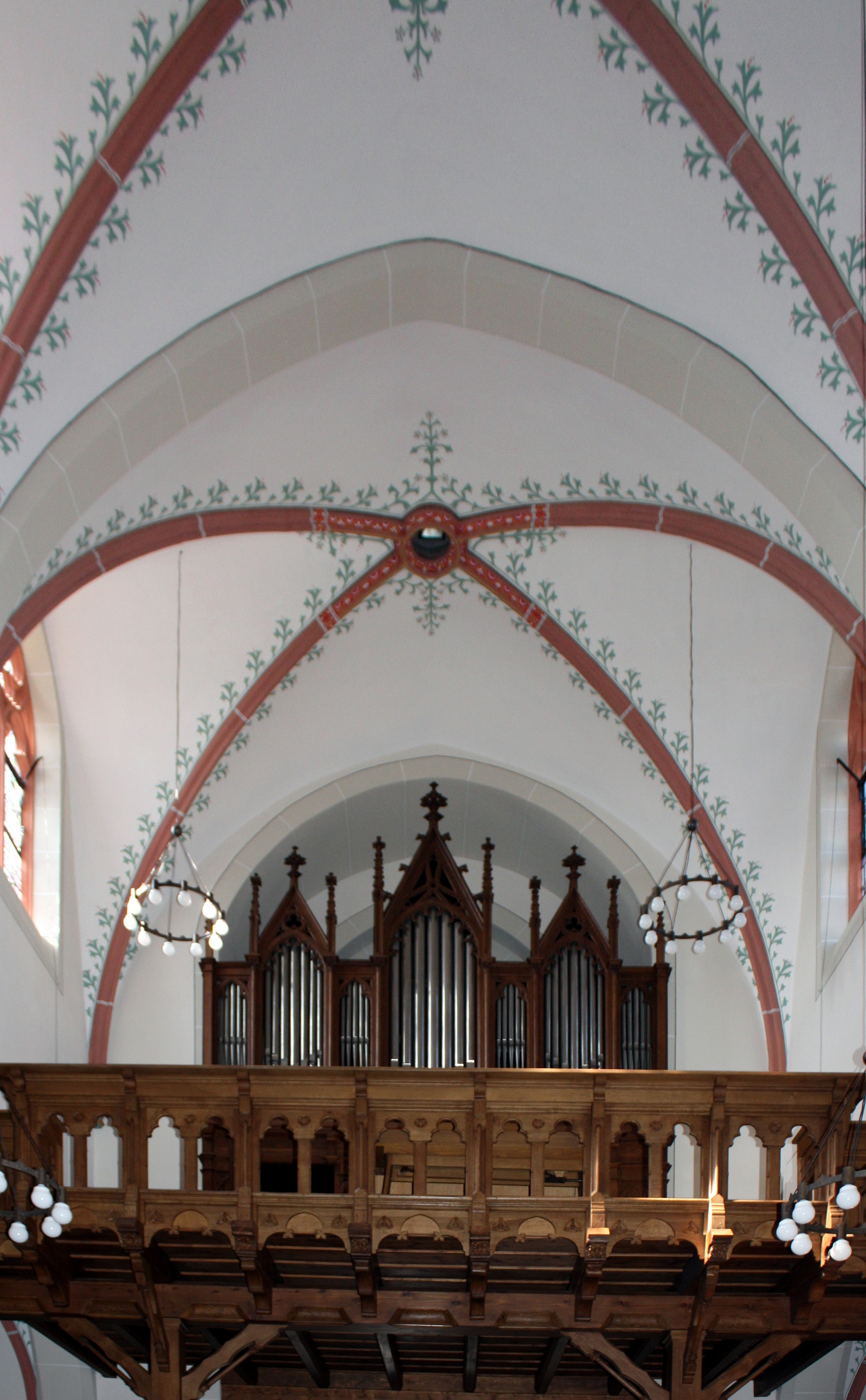
Orgel

Die Orgel aus dem Jahr 1896 wurde in der Bonner Werkstatt Klais gebaut und 2009 restauriert.
Die Gewölbe der Seitenschiffe ähneln denen des Hauptschiffes, doch sind sie wesentlich niedriger und die Gewölberippen gehen in einfache Wandkonsolen über. Die Außenwände werden von den Spitzbogenfenstern beherrscht. In der Mitte der Seitenschiffe steht an jeder Wand ein Beichtstuhl. In jedem Seitenschiff hängen sieben der 14 Kreuzwegstationen aus Terrakotta. An der Stirnseite der Seitenschiffe ist ein reich verzierter Altar aufgestellt. Auf dem Altar am linken Seitenschiff, dem Marienaltar, steht eine fast lebensgroße Maria aus Terrakotta. Der rechte Seitenaltar, der St. Josefsaltar entspricht in der Form dem Marienaltar. Beide Seitenaltarsbereiche werden durch eine Hälfte der reich mit Schnitzereien versehenen Kommunionbank abgeschlossen.
Die Fenster, die bei einem Luftangriff im Zweiten Weltkrieg zersprangen, wurden in der Nachkriegszeit durch neue ersetzt. Das mittlere Chorfenster mit einem Glasgemälde „Maria und Johannes unter dem Kreuz“ aus dem Jahre 1948 ist ein Werk des Künstlers Walter Benner. Die übrigen Glasfenster für Chor und Seitenschiffe wurden nach Entwürfen des Künstlers Herb Schiffer von der Firma Oidtmann hergestellt.

## Ausstattung
Die neugotische Ausstattung der Kirche (das sind Bänke, Chorgestühl, Hochaltar, Kanzel, Seitenaltäre, Kommunionbank, Beichtstühle und Kreuzweg) ist noch fast vollständig erhalten. Einzig die originale Bekrönung über dem Schalldeckel der Kanzel ging verloren.
Von dem aus der Vorgängerkirche übernommenen Kirchenschatz sind besonders hervorzuheben:

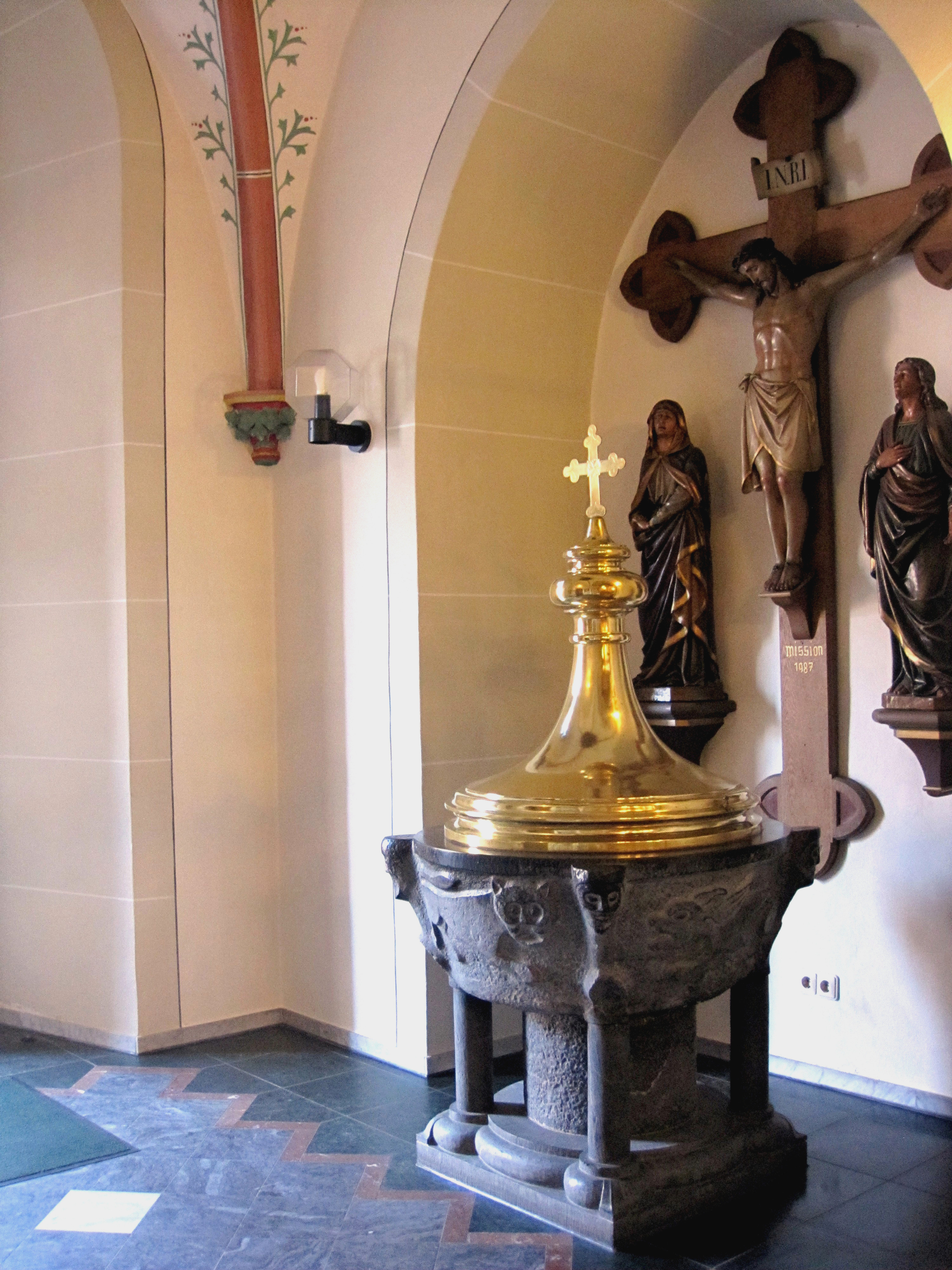
Romanisches Taufbecken mit barocker Messinghaube

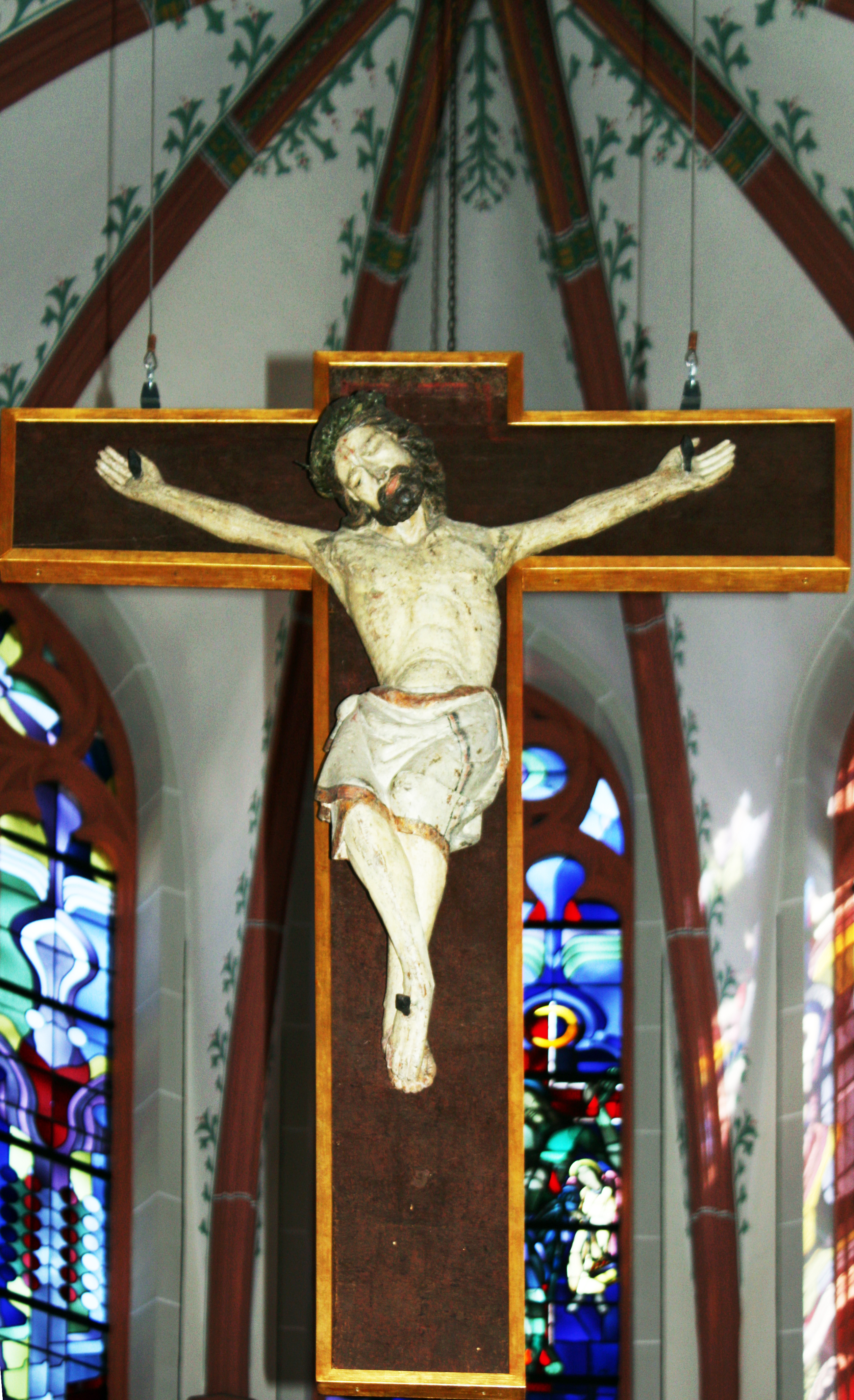
Hölzernes Chorkreuz

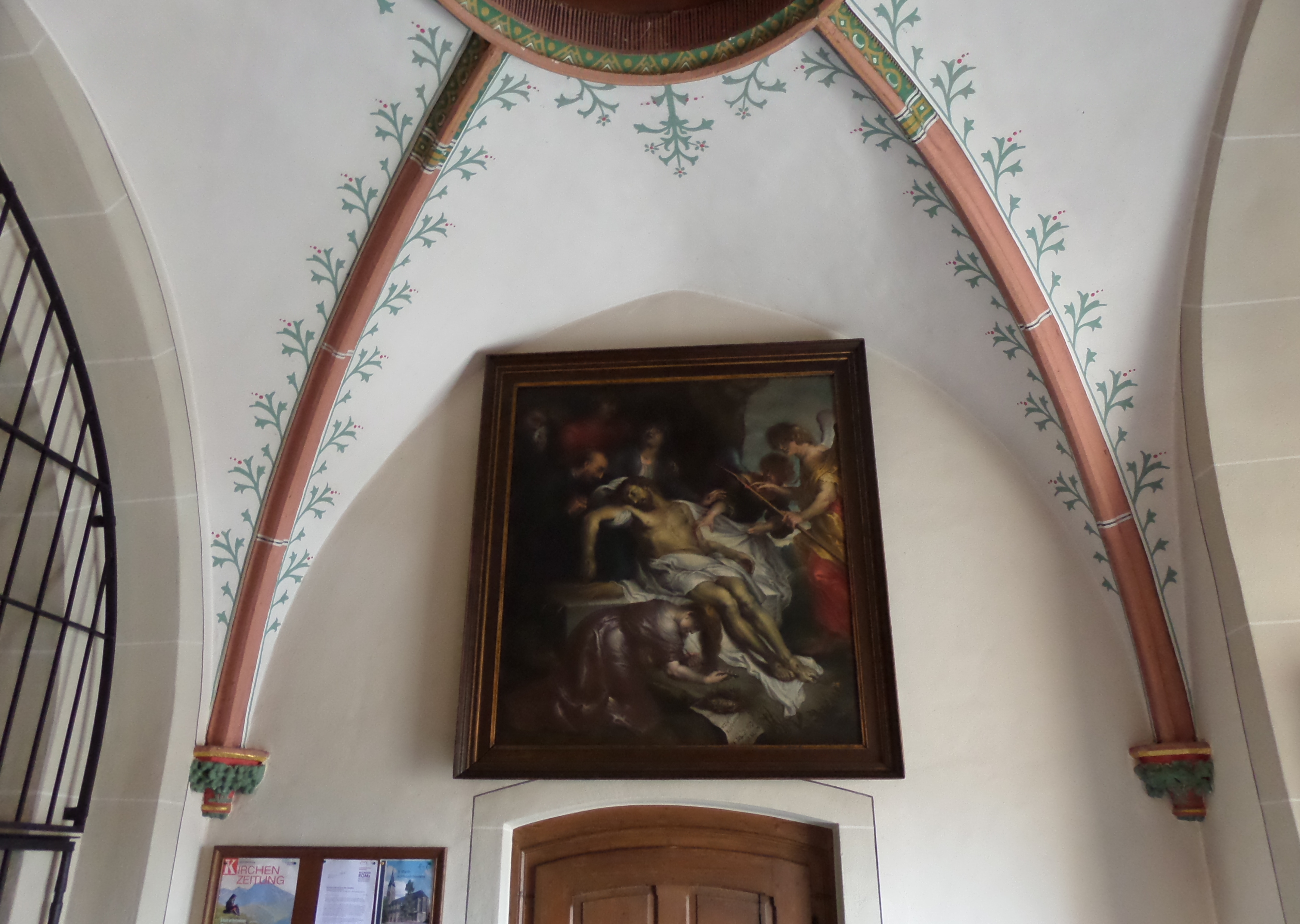
Gemälde Grablegung Christi

- Rundes romanisches Taufbecken aus dem 12. Jahrhundert aus Namurer Blaustein mit Eckköpfen und Fabeltieren als Reliefs. Das Becken wird getragen von einer Rundsäule auf einer quadratischen Sockelplatte. Bei der Restaurierung 1965/66 wurden die Sockelplatte erneuert und vier Standsäulen eingearbeitet.
- Restauriertes Kreuz aus Nussholz, ein Dreinagelkreuz aus der Zeit um 1300, das als Triumphkreuz im Chorraum hängt. Auf der Rückseite der Kreuzbalken befindet sich ein Gemälde des Gekreuzigten aus der Zeit um 1600.[2] Das Kreuz wird am Aschermittwoch und Karsamstag jeweils gedreht, sodass in der Fastenzeit das Gemälde zum Kirchenschiff ausgerichtet ist.
- Silbervergoldete Turmmonstranz aus dem zweiten Viertel des 15. Jahrhunderts.
- Skulptur des heiligen Martinus aus dem 17. Jahrhundert (stark restauriert und durch die Figur eines Bettlers ergänzt).
- Gemälde der Grablegung Christi, das einem Schüler von Anthonis van Dyck (17. Jahrhundert) zugeschrieben wird.

## Glocken

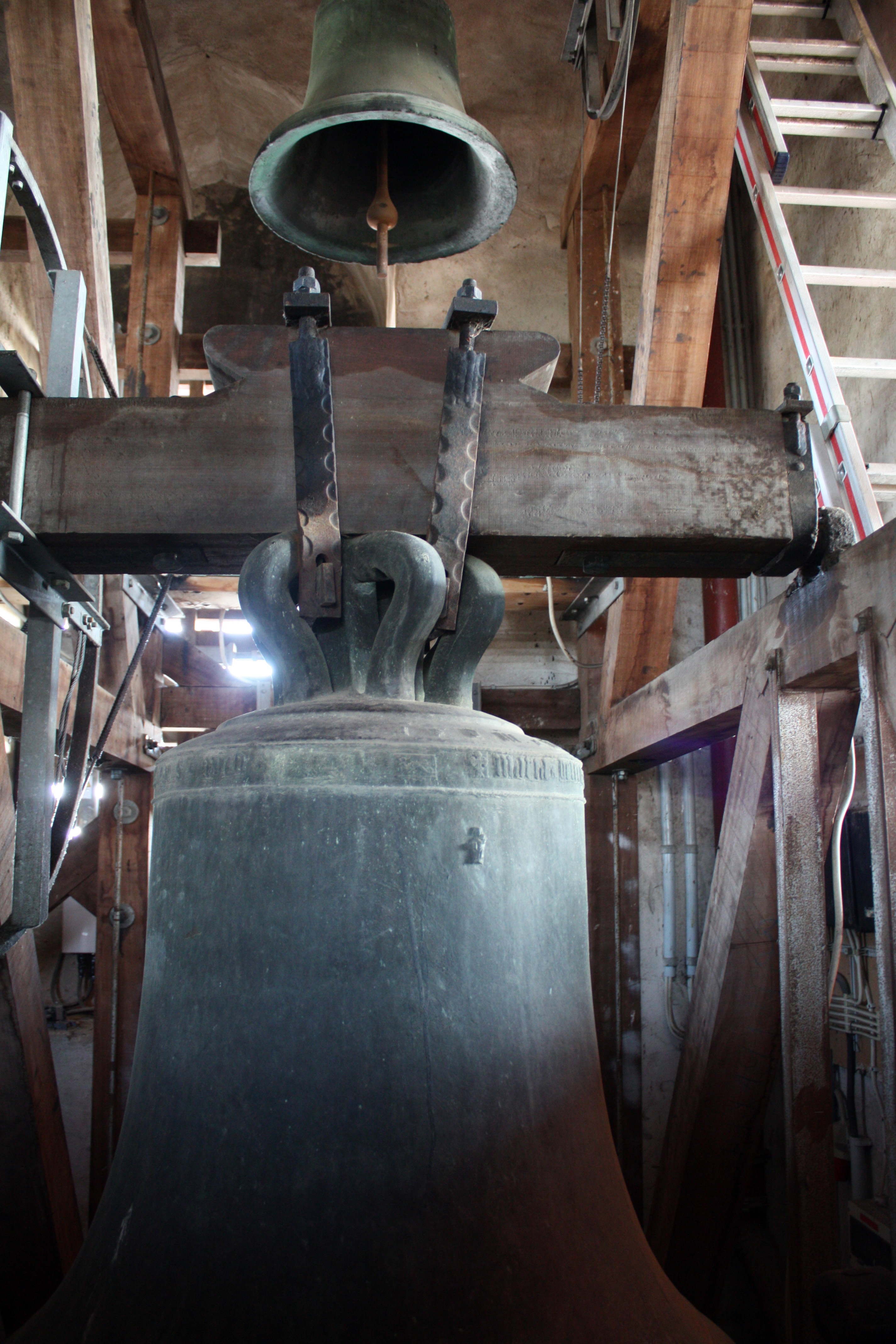
Glockenstuhl

Im Glockenstuhl hängen fünf Glocken. Drei von ihnen stammen aus dem 15. Jahrhundert
und stehen unter Denkmalschutz. Die beiden anderen Glocken wurden 1983 gegossen. Die älteste Glocke, eine Marienglocke, wurde 1410 von Johann Wael gegossen. Der Glockengießer der Martinusglocke aus dem Jahre 1451 war vermutlich Ailf von Wipperfürth. Die dritte Glocke, die kleine Marienglocke, goss 1459 Syfart Düsterwald, der sein Gießerzeichen auf der Glocke hinterlassen hat. 1942 wurden die beiden Marienglocken beschlagnahmt. Wegen ihres Alters wurden sie jedoch nicht eingeschmolzen, sondern fanden in anderen Kirchen Verwendung. Sie kamen 1947 und 1948 zurück.
Die neuen Glocken wurden in der Glockengießerei Petit & Gebr. Edelbrock in Gescher gegossen. Die größere der beiden Glocken ist dem heiligen Donatus geweiht, die kleinere dem heiligen Johannes dem Täufer.

## Restaurierung
Bei der umfassenden Restaurierung in den Jahren 1981 bis 1986 wurden einige Veränderungen in der Raumaufteilung vorgenommen. Durch das Entfernen der Kommunionbank wurde der Chorraum mit Zelebrationsaltar und Ambo stärker in das Kirchenschiff einbezogen. Durch Versetzen der Orgel näher zum Turmbogen wurde auf der Empore mehr Platz geschaffen. Das romanische Taufbecken fand seinen Standort wieder in der Turmkapelle in der Nähe des Haupteingangs. Diese und andere bauliche Veränderungen blieben dem vorhandenen Baustil angepasst, so dass die Kirche immer noch als ausgezeichnetes Beispiel einer neugotischen Kirche gilt.